# Дейчман, Эммануил Исаакович
Эммануил Исаакович Дейчман (1889—1967) — советский военный врач, подполковник медицинской службы, один из лидеров антиалкогольного движения в СССР в 1920-х годах.

## Биография
Эммануил Дейчман родился 12 (24) февраля 1889 года в Ново-Ушицком уезде Подольской губернии Российской империи. Эммануил происходил из мещанского сословия — его родители содержали конную почту. В 1909 году он окончил с серебряной медалью Каменец-Подольскую гимназию. В том же году Эммануил Исаакович поступил на медицинский факультет Киевского университета, который успешно окончил в 1914 — был выпущен в качестве зауряд-врача первого разряда и немедленно мобилизован в Русскую Императорскую армию.
В период Первой мировой войны Дейчман служил на Юго-Западном фронте (с 1914 по 1917 годы): работал во холерном госпитале в Львове и при артиллерии Карсской крепости. Затем, с 1918 по 1919 годы, он являлся участковым врачом в украинском селе Вербовцы. В 1919 году Эммануил Исаакович вступил в Красную Армию, где являлся начальником санитарной службы Киевского военного округа (до 1921 года). После окончания активной фазы Гражданской войны он, с 19121 по 1925 год, служил заведующим губернскими здравотделами Волыни и Донбасса, а после этого был назначен на пост заместителя народного комиссара Наркомздрава Украинской ССР.
В 1926 году Дейчман переехал в столицу СССР — Москву — и поступил на службу в Государственный институт социальной гигиены Наркомздрава РСФСР, стал научным сотрудником. На это учреждение была возложена разработка современных для того времени научных подходов к решению проблемы алкоголизма в СССР: актуальность вопроса существенно возросла в те годы в связи с открытием свободной продажи спиртного в 1925 году. В 1926 году при институте был создан кабинет по изучению алкоголизма, руководителем которого стал Эммануил Исаакович. На основании материалов «Программы вопросов для собирания сведений о потреблении алкогольных напитков» Дейчманом были подготовлены две статьи: «Об изучении влияния алкоголя на здоровье населения» и «Статистические данные об алкоголизме в нашей стране», помещенные в 1927 году в сборнике «Алкоголизм».
Тогда же, по предложенной Э. И. Дейчманом методике и программе, было проведено выборочное обследование детей младшей группы (300 человек) одной из экспериментальных школ Хамовнического района Москвы: выяснилось, что около 10 % детей употребляли сиртные напитки ежедневно. В итоге, антиалкогольные сведения были включены в программы переподготовки советских учителей, а в 1929—1930 годы — и в программы медицинских и педагогических вузов и техникумов СССР. Эммануил Исаакович являлся сторонником постепенного свертывания производства спиртного — вплоть до полного закрытия предприятий алкогольной индустрии. Эту свою позицию он отразил ещё в 1926 году в статье «Критические замечания к перспективному плану развития алкогольной промышленности» — его ответ на опубликование комиссией Госплана СССР «Перспектив развертывания народного хозяйства СССР на 1926/27—1930/31 гг.», где были представлены и планы роста алкогольной промышленности в стране на 92,6 %.
В 1929 году Дейчман был привлечен к разработке плана по борьбе с алкоголизмом, являвшегося составной частью общего развития здравоохранения СССР на Первую пятилетку. Он также работал в Обществе борьбы с алкоголизмом, созданном в 1928 году по инициативе Государственного института социальной гигиены. Одновременно Эммануил Исаакович являлся секретарем журнала «Трезвость и культура». После смены советской политики в области потребления населением алкоголя, Дейчман был обвинен в «создании в части рабочей, а также нерабочей массы ожесточенной враждебности к таким правительственным органам, как Наркомфин, Наркомторг, Госплан, в которых, конечно, есть недостатки, но которые, тем не менее, есть органы пролетарской диктатуры…». Его статьи, написанные по поводу решения правительства, «обливающие помоями ряд наших советских организаций», были названы «дешевой демагогией с претензией на остроумие» и признаны «недостойными пера коммуниста». Официальной причиной отстранения руководителей Общества борьбы с алкоголизмом была названа «неправильная политическая линия в практической работе общества со стороны старого руководства, не понявшего требований периода реконструкции и не отразившего этих задач в своей деятельности».
С ноября 1941 года по февраль 1942 года — начальник УПЭП-207 1-й Ударной армии Западного фронта.
Затем — на этой должности в составе СЗФ.
Затем — на Карельском фронте начальник УПЭП-15 14 Армии и начальник СЭГ-1770.
Похоронен на Донском кладбище.